# Cricosaura typica
El lagarto nocturno cubano (Cricosaura typica) es un tipo de lagarto nocturno (familiar Xantusiidae, subfamilia Cricosaurinae) endémico del sur de Cuba.  Es el único miembro  del género Cricosaura, siendo uno de los tres de la familia Xantusiidae.

## Etimología
El nombre Cricosaura deriva de las palabras griegas "krikos" y "saura", lo que significaría "lagarto anillado", en referencia a los anillos de escamas caudales. Por su parte el nombre "typica", de la palabra griega "typikos", significa "típico".

## Descripción
El lagarto nocturno cubano difiere de los otros lagartos nocturnos en poseer dos escamas frontonasales, una escama frontal, ninguna escama parietal, y un cuarto dedo con cuatro falanges. Con una longitud hocico-cloaca de menos de 4 cm, es la más pequeña de las lagartijas nocturnas.

## Distribución
Cricosaura typica habita exclusivamente en el extremo occidental de la costa más austral de la isla de Cuba, dentro de las provincias de Granma y Santiago de Cuba, hasta los 200 m de altitud. 
Las localidades conocidas para la provincia de Granma incluyen: Hoyo de la Campana, Cabo Cruz (localidad tipo), Vereón, Montegordo, Playa Las Coloradas, Currín, Agua Fina, Bosque Castillo, Belic, Bajada al Pesquero de la Alegría, Pesquero de la Alegría, Alegría de Pío/Municipio Niquero, 2.4 km al SE de Ojo del Toro, Caleta Media Luna, Punta de Piedra, Alto de Mareón, María del Portillo y Camarón Grande. En la provincia de Santiago de Cuba la especie se conoce sólo en las localidades de La Mula (vertiente sur de la Sierra Maestra) y Uvero (cerca de 80 km al oeste de Santiago de Cuba por la ruta 20; registro más oriental).

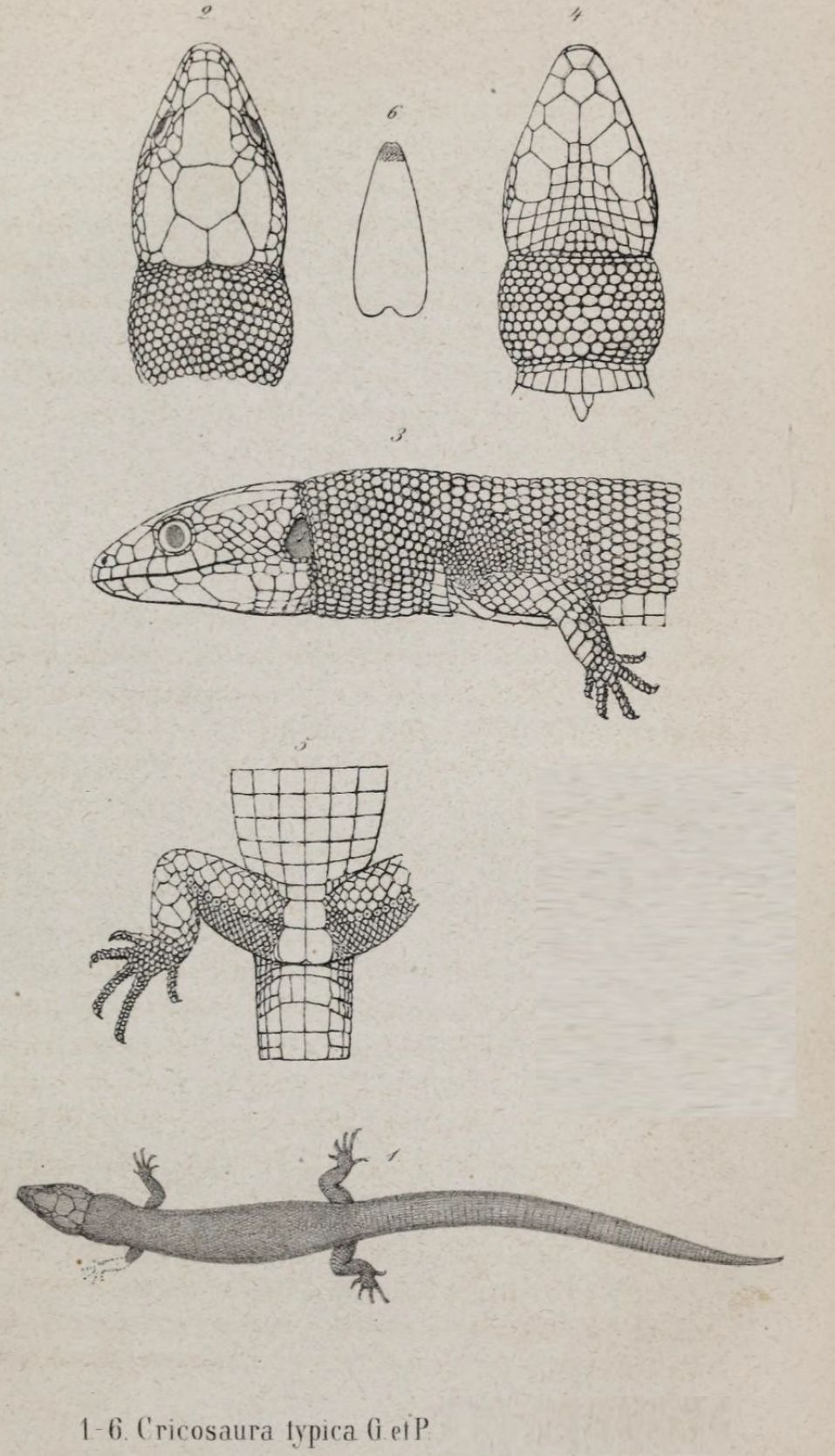
Cricosaura typica de Peters 1863

## Hábitat e historia natural
Cricosaura typica es una especie xerófila que se esconde debajo de rocas, piedras, troncos y escombros en bosques xéricos y bosques en microhábitats con al menos algo de humedad. Es crepuscular y hasta cierto punto diurno pero vive muy reservado. En sus hábitats es bastante común y se puede recolectar fácilmente durante el día. En el sustrato suelto, este progresa con movimientos de cabeza y contoneos similares a serpientes. Se alimenta de insectos (principalmente hormigas), otros pequeños artrópodos (arañas, diplopodos) y también de moluscos y gasterópodos.
Cricosaura typica es la única especie que pone huevos en la familia Xantusiidae. En la oviposición, principalmente entre abril y junio en Cuba, los huevos blancos miden entre 9,4 y 10,7 mm de largo. El tiempo de incubación es de hasta 60 días. Las crías miden 15 mm desde el hocico hasta la cloaca. La longevidad en cautiverio se reporta hasta 2 años 11 meses.

## Estado de conservación
Esta especie se escucha en la Categoría de Lista Roja Vulnerable B2a,b(iii) para Cuba. La principal amenaza es la fragmentación y pérdida de hábitat debido a la deforestación por actividades humanas como agricultura (cultivos menores), tala de árboles e incendios. También está amenazado por la introducción de especies animales exóticas invasoras y eventos naturales adversos. Aunque algunas de las poblaciones de Cricosaura están situadas en un área protegida, el nivel de estudio y manejo es inadecuado. Las poblaciones fuera de los límites del área protegida son las más amenazadas.

## Otras lecturas
- Armas, L. F., Carneros, Un. & Torres, Un. 1987. Primeras observaciones sobre la alimentación de Cricosaura typica (Sauria: Xantusiidae) en condiciones naturales. Misc. Zool. 32: 1@–2.
- Barbour, T. & Ramsden, C.T. 1919. The herpetology of Cuba. Mem. Mus. Comp. Zool. 47(2): 71-213. (En inglés)
- Crother, B.I. 1988. Cricosaura, C. typica. Catalogue of American Amphibians and Reptiles 443: 1–3. (En inglés)
- Díaz, L. M., Estrada, Un.R., Berovides, V. & Moreno, L.V. 1997. Ecología, reproducción y conservación de la lagartija de hojarasca Cricosaura typica (Sauria: Xantusiidae). En: IV Simposio de Zoología, La Habana (Instituto de Ecología y Sistemática), Resúmenes, pp. 79.
- Diaz, L.M. 2007. Die Erhaltungszucht von Cricosaura typica. Aquaristik-Fachmagazin 195, 39 (3): 106–108 (En alemán).
- Estrada, Un. R. & Armas, L.F. de. 1998. Apuntes ecológicos sobre Cricosaura typica (Sauria: Xantusiidae) de Cuba. Caribb. J. Sci. 34(1-2): 157@–160.
- Fernández de Arcila, R. 1990. Datos ecológicos de Cricosaura typica Gundlach et Peters (Sauria: Xantusiidae) en el Gran Parque Nacional Sierra Maestra. Trabajo de Diploma, Universidad de La Habana, Cuba, 119 p.
- Fong, Un., Viña, R. & Arias, Un. 1999. Aspectos de la Historia Natural de Cricosaura typica (Sauria: Xantusiidae) de Cuba. Revista de Caribe de Ciencia 35(1-2): 148@–150.
- Fong, Un. & Bignotte-Giró, I. 2009. Zur Kenntnis einer Unbekannten: Cricosaura typica, dado Kuba-Nachtechse. Terraria, Nr. 18, 4(4): 58@–62. (En alemán)
- Moreno, L. V. 1987. Primeras observaciones sobre Cricosaura typica (Squamata: Xantusiidae) en cautiverio. Cien. Biol. 17: 104@–108.
- Noonan, B.P., Pramuk, J.B., Bezy, R.L., Sinclair, E.Un., Queiroz, K. de & Sitios Jr., J.W. 2013. Relaciones filogenéticas dentro del lagarto clade Xantusiidae: Utilizando árboles y tiempo de divergencia para dirigir cuestiones evolutivas en niveles múltiples. Molecular Phylogenetics y Evolución 69: 109@–122. (En inglés)
- Peters, W.C. 1863. Über eine neue von Hrn. Dr. Gundlach auf Cuba entdeckte Sauriergattung, Cricosaura typica Gundlach et Peters. Monatsber. Akad. Wiss. Berlín 1863: 362@–368. (En alemán)
- Petzold, H.G. 1969. Cricosaura typica Gundlach & Peters, eine herpetologische Kostbarkeit aus Kuba. Aquar. Terrar. 22 (3): 82@–85. (En alemán)
- Sanz Ochotorena, Un., Díaz, L.M., Murphy, R. & Domínguez, C. 2003. Morphology of the Gonads of Cricosaura typica (Sauria: Xantusiidae). Microsc. Microanal. 9 (Suppl 2): 1510–1511. (En inglés)
- Savage, J.M. 1963. Estudios en la familia de lagarto Xantusiidae. IV. The Genera. Contrib. Sci., Los Angeles Co. Mus. Nat. Hist. 71: 1-38. (En inglés)
- Savage, J.M. 1964. Estudios en la familia de lagarto Xantusiidae. V. The Cuban night lizard, Cricosaura typica Gundlach and Peters. Copeia 1964(3):536-542. (En inglés)
- Schwartz, Un. & Henderson, R.W. 1991. Amphibians and Reptiles of the West Indies. University of Florida Press, Gainesville, 720 pp. (En inglés)

- Datos: Q1224989
- Multimedia: Cricosaura typica / Q1224989
- Especies: Cricosaura typica